# Lääne-Harju vald
Lääne-Harju landkommune (estisk: Lääne-Harju vald) er en landkommune (estisk: vald) i det nordvestlige Estland.
Lääne-Harju landkommune ligger i amtet (estisk: maakond) Harjumaa (dansk: Harrien). Hovedbyen er byen Paldiski. Kommunen har et areal på 646 km2
og et befolkningstal på 13.837 (2024) indbyggere.